# 新思考
新たな政治的思考（新思考）(あらたなせいじてきしこう、しんしこう、Новое политическое мышление, новое мышление)とは、ソ連における改革政策の一環としてミハイル・ゴルバチョフ(Михаил Горбачев)が提唱した教義である。資本主義と共産主義の間の、和解不能な対立というマルクス・レーニン主義の概念ではなく、地球規模の問題を解決するための共通の道徳的および倫理的原則に基づいた外交政策を追求したゴルバチョフの標語であった。1987年、ゴルバチョフは「Перестройка и новое политическое мышление」（「ペレストロイカと新たな政治的思考」）と題した著書を出版した。1988年12月7日、ミハイル・ゴルバチョフはニューヨークを訪問し、第43回連合国総会で演説を行い、ソ連の最近の変化について語ったのち、東ヨーロッパおよび中国との国境沿いに駐留しているソ連軍を大幅に削減する趣旨を発表した。1985年3月にソ連共産党書記長に就任したミハイル・ゴルバチョフは、従来のソ連の指導者とは異なっていた。彼はモスクワ大学を卒業し、キリスト教徒の家庭で育ち、ヨシフ・スターリン(Иосиф Сталин)の死後に成人を迎えた。粛清の忘れられない記憶に悩まされたり、厳格なマルクス・レーニン主義の思想を教え込まれてはいない。ゴルバチョフの世代は、その前任者よりも西側にはるかに精通しており、増えつつある高学歴の専門家階級は、生活水準を向上させ、ソ連の困難な経済状況に対処できるようにするための改革政策を要求した。1980年代半ばの時点で、ソ連経済は深刻な課題に直面していた。長年にわたる集中統制が経済の停滞をもたらし、ソ連経済はアメリカの軍備の増強に対抗しようとして緊張状態にあった。1986年に開催された第27回党大会の場で、ゴルバチョフは2つの提言を発表した。1つ目は経済の完全な再構築である「ペレストロイカ」(Перестройка)、2つ目は「グラースノスチ」(Гласность)であった。前者は農業と産業の民営化、利益刺激の用意、価格設定と国内取引の管理のための市場経済制度への道を開くことになった。ゴルバチョフの提言に対し、ソ連国民は温かく受け入れたが、ソ連共産党指導部はこの変化に疑問を抱き続けた。ゴルバチョフの「新思考」は、ソ連の外交政策にも影響を及ぼした。経済改革を継続し、ペレストロイカとグラースノスチを実施するにあたり、ソ連は超大国間の冷戦競争を減速させようとして多大な費用をかけた。
1987年の夏の終わり、ヨーロッパにおける中距離核兵器に関する長年の懸案事項について、ソ連は譲歩した。同年12月、ワシントンで行われた首脳会談において、ロナルド・リーガン(Ronald Reagan)とゴルバチョフは「中距離核戦力全廃条約」に署名し、ヨーロッパから、弾道ミサイルおよび巡航ミサイルは全て廃棄されることになった。
ゴルバチョフはソ連の軍事力を誇示する代わりに、外交関係や経済協力を強化し、国内外で国民に衝動的に挨拶の言葉をかけることによって、政治的影響力の行使を選んだ。ゴルバチョフは世界各国の報道機関の存在を巧みに利用し、地域紛争の解決や兵器の交渉において、以前のソ連においては想像もできなかった譲歩を実施した。ゴルバチョフは、共産主義が脅威にさらされている場合にソ連による軍事介入を実施する「ブレジネフ・ドクトリン」(Доктрина Брежнева)を否定した。「ブレジネフ・ドクトリン」は、中央ヨーロッパおよび東ヨーロッパにおけるソ連の影響力が強い国において、「『社会主義制度の崩壊』の脅威はすべての国々に対する脅威である」とし、その国に対する軍事介入を正当化するソ連の外交政策であった。1968年8月20日の深夜、ソ連が主導するワルシャワ条約機構加盟国による連合軍がチェコスロヴァキアに軍事侵攻し、翌日の朝までにチェコスロヴァキア全土を占領し、これを正当化するために用いられた。1968年6月27日、ソ連の外務大臣、アンドレイ・グロムイコ(Андрей Громыко)は、ソ連最高会議の場において、「社会主義連邦は、その構成国家のいずれかが連邦から離脱しようとする場合、それを容認しない」と発表した。1956年のハンガリー動乱の鎮圧、1968年のチェコスロヴァキアへの軍事侵攻、1979年のアフガニスタンへの軍事侵攻を正当化する目的でこの論理が用いられてきた。
1989年10月24日、ソ連の外務大臣、エドゥアルド・シェワルナゼはワルシャワ条約機構外務大臣定例会議に出席するため、ポーランドを訪問した。彼は、ワルシャワ条約機構が軍事的な組織ではなく、より政治的な組織になることを望んでいる趣旨を記者団に語った。彼は「ワルシャワ条約機構とNATOの両方を段階的に廃止できるようにしたい」と語った。1989年10月25日、ミハイル・ゴルバチョフがフィンランドを訪問した。ゴルバチョフに付き従ったソ連外務省報道官のゲンナジー・ゲラシモフは記者会見を行い、記者団に対し、「『My Way』という曲を知っているか」「ブレジネフ・ドクトリンは死んだ」と発言した。
1988年の秋、ゴルバチョフはニューヨークを訪問し、連合国の会議の場で「ブレジネフ主義を廃止する」趣旨を述べ、「我々は東ヨーロッパにおける社会主義勢力を維持するつもりは無い」と宣言した。ソ連国家保安委員会の分析総局長で中将のニコライ・セルゲーエヴィチ・レオーノフによれば、「『ブレジネフ・ドクトリン』はかなり早くに廃止されたが、ソ連にはもはやこれを実行するだけの力が無いことを理知的な人々が理解していたからだ」という。1980年、ラウル・カストロ(Raúl Castro)がモスクワに招待された際、「ソ連はキューバのために戦うことは無いだろう」と言われ、ラウルはこの回答に唖然とした。1981年、ポーランドにて、反共主義組織の独立自主管理労働組合「連帯」が結成された際、ヴォイチェフ・ヤルゼルスキ(Wojciech Jaruzelski)は「戒厳令を布告するつもりなのですが、ソ連はこれを支持しますか？」と尋ねた。これに対し、ミハイル・スースロフ(Михаил Суслов)は「我が国はそちらに軍事支援を提供することはできない」と答えた。レオーノフによれば、ゴルバチョフがニューヨークにて前述の声明を発表した時点で、「ブレジネフ・ドクトリンはもはや放棄されていたのだ」という。
一方で、ゴルバチョフ自身は依然として社会主義を信じており、同時に経済危機の継続によって起こりうる破綻からソ連を救おうとしていた。ゴルバチョフの「新思考」に端を発した多くの改革政策はソ連を救うために計画されたものであったが、最終的にはソ連崩壊につながった。ゴルバチョフの政策は冷戦の終結に重要な役割を果たした。
ソ連とヨーロッパの関係はゴルバチョフの時代に大きく改善したが、これは前述の中距離核戦力全廃条約の締結と、1989年から1990年にかけての東ヨーロッパにおける共産体制の崩壊に対し、ソ連が黙認したおかげであった。1968年8月のチェコスロヴァキアへの軍事侵攻以来、ソ連は社会主義国家の秩序を維持する「ブレジネフ・ドクトリン」を堅持してきた。ゴルバチョフ政権の前半までは、ソ連はこの姿勢を継続したが、1989年7月、欧州評議会にてゴルバチョフは演説を行い、「各国の国民が自らの社会制度を選択できる主権的権利」を主張した。しかしながら、この時点でソ連による支配はすでに崩壊の兆しを見せていた。
1980年代後半、ゴルバチョフはソ連国民の生活水準を向上させ、アメリカとの新時代の到来を告げることを目的に、ソ連の社会制度、経済、外交政策を変更していった。しかしながら、彼の「新思考」の累積的な影響は、冷戦の終結を早めただけでなく、やがてはソ連邦崩壊も早めることになった。
1991年1月13日、リトアニアのヴィリニュスにソ連が軍事侵攻し、少なくとも14人がソ連軍に殺された。1990年3月11日、リトアニア共和国最高評議会はリトアニア国家の独立の回復を宣言した。ソ連はリトアニアの決定に対し、軍事力による威嚇と誇示を続けた。1991年1月10日、ミハイル・ゴルバチョフはリトアニア共和国最高評議会に最後通牒の書簡を送り、1990年3月11日以前の状態に戻すよう要求したが、リトアニア共和国最高評議会はゴルバチョフの要求を拒否した。
2019年3月、リトアニアの裁判所は、1991年の軍事侵攻で行われた犯罪で、ソ連軍の将校やソ連当局者67人に対し、「戦争犯罪および人道に対する罪」を理由として有罪判決を下した。ロシアが法廷への協力を拒否したことで欠席した一名を除いて、全員に懲役刑が宣告された。しかしながら、ロシアとベラルーシは容疑者の引き渡しを拒否し、被告人の大半は法廷に出廷せず、欠席裁判となったため、彼らの刑が執行される可能性は極めて低い。ゴルバチョフは起訴されなかったが、証言については拒否し続けている。また、ゴルバチョフに対する民事訴訟は続いており、「軍を指揮する立場にあったゴルバチョフは、流血の事態を防ぐにあたり、何もしようとしなかった」と明記された。
リトアニア人の心理学者、ロベルタス・ポヴィライティス(Robertas Povilaitis)は、1991年1月の軍事侵攻で父親をソ連軍に殺された。ロベルタスは「世界は彼の善行を記憶しているが、それと同じくらい重要なのは、ゴルバチョフが戦争犯罪と人道に対する罪に関与したことだ」とゴルバチョフを非難した。2022年8月30日、ミハイル・ゴルバチョフは死んだ。その後、欧州委員会委員長のウルズラ・フォン・デア・ライエン(Ursula von der Leyen)はゴルバチョフについて「信頼と尊敬を集める指導者」と呼んだ。これについて、ポヴィライティスは「リトアニア、ラトヴィア、エストニアは、EUの正式な加盟国であるにもかかわらず、この男が現在のEU国民の虐殺の組織化に加担したということについて、彼女はまるで理解できていない」と非難している。リトアニアの国防大臣、アルヴィダス・アヌサウスカス(Arvydas Anusauskas)は、「平和的抗議活動に対し、容赦の無い弾圧を命じた犯罪者だ」と断じ、ゴルバチョフを非難した。リトアニアの外務大臣、ガブリエリウス・ランズベルギス(Gabrielius Landsbergis)は、「リトアニア人はゴルバチョフを美化することはないだろう」「ゴルバチョフ政権は我が国の占領を延長するために民間人を殺害した。この事実だけをもってしても、決して忘れることはない」「ゴルバチョフの軍隊は、非武装の抗議参加者たちに発砲し、戦車の下敷きにして押し潰した。ゴルバチョフのことを思い出す際には、このことを忘れない」と書いた。
この軍事侵攻について、ゴルバチョフは「リトアニア政府に責任がある」と非難した。
1991年1月の侵攻当時、リトアニアの当局者は、「ソ連軍による襲撃は、民主的に選出されたリトアニア政府を叩き潰すために綿密に計画された作戦であり、その計画の概要について、ミハイル・ゴルバチョフは事前に知っていた、と確信している」と明言した。欧州外交問題評議会の上級政策研究員、カドリ・リークは「ゴルバチョフはバルト三国の独立には反対していた」と述べた。
ボリス・イェリツィン(Борис Ельцин)は、ソ連軍によるリトアニアへの侵攻を強く非難した。1991年9月7日、ロシアの大統領に選出されたイェリツィンは、リトアニア、エストニア、ラトヴィアの独立を正式に承認した。
リトアニア当局は、1992年以来、ゴルバチョフから何度となく証言を得ようとしたが、検察庁や裁判所からの正式な要請であっても無視・拒否された。ゴルバチョフは証言を拒否し続けた。